# تومي براون (مغني)
تومي براون (بالإنجليزية: Tommy Brown)‏ هو مغني أمريكي، ولد في 27 مايو 1931 في لومبكين في الولايات المتحدة، وتوفي في 12 مارس 2016.

## وصلات خارجية
- تومي براون على موقع ميوزك برينز (الإنجليزية)
- تومي براون على موقع أول ميوزيك (الإنجليزية)
- تومي براون على موقع ديسكوغز (الإنجليزية)